# Borki Małe (Ukraina)
Borki Małe – wieś na Ukrainie w rejonie czortkowskim należącym do obwodu tarnopolskiego.
We wsi urodził się Józef Ćwiąkalski.
Do 2020 w rejonie husiatyńskim.